# Tidsskrift for Rettsvitenskap
Tidsskrift for Rettsvitenskap er et organ for nordisk retsvidenskab og retter sig mod nordiske jurister. Tidsskriftet lægger stor vægt på at bringe information om ny juridisk litteratur gennem litteraturstudier, boganmeldelser og boglister.
Tidsskriftet blev etableret i 1888 af Francis Hagerup for at "danne et bindeled saavel mellem retsforskningen i de nordiske land som mellem denne og retsvidenskabens bevægelser i udlandet". Tidsskriftet havde 125-års jubilæum i 2013.
Erling Hjelmeng (fra 2010) og Benedikte M. Høgberg (fra 2014) er de nuværende redaktører. Tidsskriftet er klassificeret som et niveau 2-tidsskrift i norsk vitenskapsindeks. Tidsskriftet udgives i dag af Universitetsforlaget og er tilgængelig elektronisk på tidsskriftdatabasen www.idunn.no Arkiveret 4. juli 2014 hos  Wayback Machine.

## Tidligere redaktører
- Francis Hagerup 1888 – 1921[3]
- Fredrik Stang 1922 – 1936[4]
- Erik Solem 1939 – 1949[5]
- Carl Jacob Arnholm ? – 1962[6]
- Knut Selmer 1963 – 1964[6]
- Carsten Smith 1963 – 1973[6]
- Birger Stuevold Lassen 1974 – 1999[6]
- Viggo Hagstrøm 1999 – 2013